# Aslı Şafak
Aslı Şafak (Ankara, 6 d'agost de 1968) és una presentadora de televisió i escriptora turca que presenta les notícies d'economia al canal Bloomberg TV i l'emissora Bloomberg Radio de Turquia, tots els dies. El seu llibre Bana Bana Hep Bana tracta l'economia del dia a dia dels ciutadans de Turquia amb un llenguatge humorístic.